# Lieke Rogge
Lieke Rogge (30 november 2000) is een Nederlandse waterpolospeler. Rogge komt sinds 2019 weer uit voor ZV De Zaan. Eerder speelde ze voor het Amerikaanse universiteitsteam Arizona Sun Devils (ASU) en De Zaan.
Met De Zaan won ze in 2023 de treble: de landstitel, de KNZB beker en de Supercup.
Rogge maakte in april 2023 haar debuut voor het Nederlands seniorenteam in een wereldbekerwedstrijd tegen Griekenland. Ze maakte ook deel uit van de selectie die bij de Wereldbeker Superfinale 2023 zilver won. In datzelfde jaar volgde haar eerste grote internationale toernooi, het wereldkampioenschap 2023 in Fukuoka, waar ze met het Nederlandse team goud won.
Lieke Rogge heeft in 2022 haar studie fysiotherapie afgerond aan de Hogeschool van Amsterdam en werkt, naast het waterpolo, als fysiotherapeut in een praktijk in Wormerveer. Lieke Rogge is de zus van waterpolo-international Bente Rogge.

## Erelijst

### Club
- 2023:  Landskampioen met De Zaan
- 2023:  KNZB beker  met De Zaan
- 2023:  Supercup  met De Zaan

### Nationale team
- 2023:  Wereldbeker in Long Beach (Verenigde Staten)
- 2023:  Wereldkampioenschap in Fukuoka (Japan)
- 2024:  Europees kampioenschap in Eindhoven (Nederland)
- 2024:  Olympische Spelen